# Copa Intercontinental FIBA 2015
La Copa Intercontinental del 2015 fue la trigésima segunda edición del máximo torneo internacional a nivel de clubes de baloncesto, vigésima tercera obviando el Open McDonald's, decimoctava bajo la denominación de Copa Intercontinental y tercera desde su reanudación en el 2013.
De la misma participaron dos equipos, uno representando el continente europeo, ganador de la Euroliga y otro en representación del continente americano ganador de la Liga de las Américas. El torneo se disputó durante dos días en el Ginasio Ibirapuera, estadio cubierto situado en São Paulo, Brasil.
En el primer encuentro, el equipo americano, Bauru, ganó por tan solo un punto de diferencia, dejando la serie abierta. El segundo encuentro fue ganado con superioridad por el Real Madrid de Baloncesto, campeón europeo, y así obtuvo su quinto título en la historia de la competencia, siendo el más laureado hasta la fecha.

## Sede
| São Paulo                                    |
| -------------------------------------------- |
| Ginasio Ibirapuera                           |
| 23°57′00″S 46°59′00″O / -23.95000, -46.98333 |
| Capacidad: 11 000                            |
|                                              |

## Participantes
| Real Madrid Campeón de la Euroliga 2014-15 | Bauru Campeón de la Liga de las Américas 2015 |

## Formato
El torneo consta de dos partidos, donde se proclama campeón el equipo que gane ambos encuentros. En el caso de que ambos equipos ganen un partido, se decidirá al campeón mediante la suma de los puntos obtenidos en ambos juegos, siendo favorable para aquel equipo que sume la mayor cantidad de tantos.

## Desarrollo
| Bauru 170 91 y 79 | Real Madrid 181 90 y 91 |

## Estadísticas

### Primer juego
| 25 de septiembre, 21:00 (UTC-3) | Bauru                                                                      | 91–90                | Real Madrid                                                             | São Paulo                                                                                  |  |  |
|                                 | Parciales: 19 - 22, 11 - 15, 29 - 25, 32 - 28                              |                      |                                                                         |                                                                                            |  |  |
|                                 | Estadísticas Rafael Hettsheimeir 27 Alex Garcia 7 R. Fischer y A. Garcia 8 | Reporte Pts Reb Asts | Estadísticas 18 Jaycee Carroll 6 R. Fernández y F. Reyes 6 Sergio Llull | Pabellón: Ginasio Ibirapuera Árbitros: Reynaldo Mercedes Christos Christodoulou José Reyes |  |  |
| serie 1 - 0 global 91 - 90      |                                                                            |                      |                                                                         |                                                                                            |  |  |
|                                 |                                                                            |                      |                                                                         |                                                                                            |  |  |

| Bauru      | Bauru           | Bauru     | Bauru     | Bauru     | Bauru     |
| Jugador    | Jugador         | Pts       | Reb       | As        | Minutos   |
| ---------- | --------------- | --------- | --------- | --------- | --------- |
| 5          | R. Fischer      | 12        | 2         | 8         | 32:10     |
| 10         | A. Garcia       | 12        | 7         | 8         | 29:47     |
| 11         | W. Jefferson    | 10        | 3         | 0         | 26:55     |
| 30         | R. Hettsheimeir | 27        | 3         | 0         | 38:12     |
| 31         | R. Day          | 8         | 1         | 0         | 20:28     |
| Suplentes  |                 |           |           |           |           |
| 2          | V. Carioca      | 0         | 0         | 0         | 0         |
| 3          | P. Borancini    | 2         | 0         | 0         | 7:44      |
| 6          | L. Eltink       | 0         | 0         | 0         | 0         |
| 9          | D. Gui          | 3         | 1         | 1         | 7:22      |
| 12         | S. Wesley       | 0         | 0         | 0         | 0         |
| 15         | R. Mineiro      | 2         | 3         | 1         | 14:35     |
| 23         | L. Meindl       | 15        | 4         | 1         | 22:41     |
| Entrenador | Entrenador      | Guerrinha | Guerrinha | Guerrinha | Guerrinha |

| Real Madrid | Real Madrid  | Real Madrid | Real Madrid | Real Madrid | Real Madrid |
| Jugador     | Jugador      | Pts         | Reb         | As          | Minutos     |
| ----------- | ------------ | ----------- | ----------- | ----------- | ----------- |
| 5           | R. Fernández | 8           | 6           | 3           | 19:20       |
| 14          | G. Ayón      | 8           | 2           | 0           | 25:04       |
| 20          | J. Carroll   | 18          | 2           | 0           | 23:02       |
| 23          | S. Llull     | 17          | 4           | 6           | 33:03       |
| 33          | T. Thompkins | 12          | 1           | 1           | 20:22       |
| Suplentes   |              |             |             |             |             |
| 6           | A. Nocioni   | 4           | 3           | 0           | 9:58        |
| 7           | L. Dončić    | 0           | 2           | 1           | 6:53        |
| 8           | J. Mačiulis  | 3           | 2           | 0           | 17:04       |
| 9           | F. Reyes     | 9           | 6           | 1           | 16:21       |
| 13          | S. Rodríguez | 11          | 1           | 1           | 20:36       |
| 41          | Hernangómez  | 0           | 1           | 0           | 8:12        |
| 44          | J. Taylor    | 0           | 0           | 0           | 0           |
| Entrenador  | Entrenador   | Pablo Laso  | Pablo Laso  | Pablo Laso  | Pablo Laso  |

### Segundo juego
| 27 de septiembre, 12:00 (UTC-3) | Real Madrid                                                  | 91–79                | Bauru                                                                                     | São Paulo                                                                                  |  |  |
|                                 | Parciales: 24 - 15, 25 - 25, 17 - 17, 25 - 22                |                      |                                                                                           |                                                                                            |  |  |
|                                 | Estadísticas Jaycee Carroll 22 Gustavo Ayón 15 Luka Dončić 2 | Reporte Pts Reb Asts | Estadísticas 26 Ricardo Fischer 5 Ricardo Fischer y Rafael Hettsheimeir 6 Ricardo Fischer | Pabellón: Ginasio Ibirapuera Árbitros: Christos Christodoulou Reynaldo Mercedes José Reyes |  |  |
| serie 1 - 1 global 181 - 170    |                                                              |                      |                                                                                           |                                                                                            |  |  |
|                                 |                                                              |                      |                                                                                           |                                                                                            |  |  |

| Real Madrid | Real Madrid  | Real Madrid | Real Madrid | Real Madrid | Real Madrid |
| Jugador     | Jugador      | Pts         | Reb         | As          | Minutos     |
| ----------- | ------------ | ----------- | ----------- | ----------- | ----------- |
| 8           | J. Mačiulis  | 0           | 2           | 1           | 19:11       |
| 9           | F. Reyes     | 4           | 5           | 0           | 13:49       |
| 14          | G. Ayón      | 5           | 15          | 0           | 30:59       |
| 20          | J. Carroll   | 22          | 5           | 0           | 31:30       |
| 23          | S. Llull     | 21          | 5           | 6           | 31:23       |
| Suplentes   |              |             |             |             |             |
| 5           | R. Fernández | 0           | 0           | 0           | 0           |
| 6           | A. Nocioni   | 9           | 4           | 1           | 23:11       |
| 7           | L. Dončić    | 4           | 0           | 2           | 16:20       |
| 13          | S. Rodríguez | 5           | 2           | 1           | 05:35       |
| 33          | T. Thompkins | 17          | 2           | 1           | 21:29       |
| 41          | Hernangómez  | 4           | 1           | 0           | 06:27       |
| 44          | J. Taylor    | 0           | 0           | 0           | 0           |
| Entrenador  | Entrenador   | Pablo Laso  | Pablo Laso  | Pablo Laso  | Pablo Laso  |

| Bauru      | Bauru           | Bauru     | Bauru     | Bauru     | Bauru     |
| Jugador    | Jugador         | Pts       | Reb       | As        | Minutos   |
| ---------- | --------------- | --------- | --------- | --------- | --------- |
| 5          | R. Fischer      | 26        | 5         | 6         | 35:38     |
| 10         | A. Garcia       | 14        | 4         | 3         | 36:02     |
| 11         | W. Jefferson    | 0         | 2         | 0         | 31:03     |
| 30         | R. Hettsheimeir | 17        | 5         | 6         | 33:50     |
| 31         | R. Day          | 3         | 2         | 0         | 14:01     |
| Suplentes  |                 |           |           |           |           |
| 2          | V. Carioca      | 0         | 0         | 0         | 0         |
| 3          | P. Borancini    | 2         | 0         | 0         | 3:16      |
| 7          | O. Gabriel      | 0         | 0         | 0         | 0         |
| 9          | D. Gui          | 0         | 0         | 0         | 4:26      |
| 12         | S. Wesley       | 0         | 0         | 0         | 0         |
| 15         | R. Mineiro      | 8         | 1         | 0         | 13:06     |
| 23         | L. Meindl       | 9         | 1         | 1         | 28:33     |
| Entrenador | Entrenador      | Guerrinha | Guerrinha | Guerrinha | Guerrinha |

Real Madrid

Campeón

Quinto título

## Premios
- Jugador más valioso:  Sergio Llull (Real Madrid)[4]
- Mayor anotador:  Rafael Hettsheimeir (44 puntos) (Bauru)
- Mayor rebotero:  Gustavo Ayón (17 rebotes) (Real Madrid)
- Mayor asistidor:  Ricardo Fischer (14 asistencias) (Bauru)